# Контини, Альфио
Альфио Контини (итал. Alfio Contini; 12 сентября 1927 — 23 марта 2020) — итальянский кинооператор. Изучал архитектуру. В разные годы работал с Микеланджело Антониони, Лилианой Кавани, Дино Ризи, Вимом Вендерсом.

## Фильмография
- 1961: Кадмус — тиран Фив
- 1962: Содом и Гоморра
- 1962: Обгон
- 1962: В любви с крутыми поворотами
- 1962: Поход на Рим
- 1967: Бог прощает… Джанго никогда!
- 1968: Галилео Галилей
- 1969: Забриски-пойнт
- 1970: Жена священника
- 1971: Троянки
- 1973: День ярости
- 1974: Ночной портье
- 1980: Моя жена — ведьма
- 1980: Укрощение строптивого
- 1987: Ренегат
- 1991: Когда говорят о дьяволе
- 1995: За облаками
- 2002: Игра Рипли